# Alopoglossus grandisquamatus
Alopoglossus grandisquamatus — вид ящірок родини Alopoglossidae. Ендемік Колумбії.

## Поширення і екологія
Alopoglossus grandisquamatus відомі з типової місцевості, розташованої на тихоокеанських схилах Західного хребта Колумбійських Анд в департаменті Антіокія, на висоті 850 м над рівнем моря. Вони живуть у вологих гірських тропічних лісах.